# Giambattista Donati

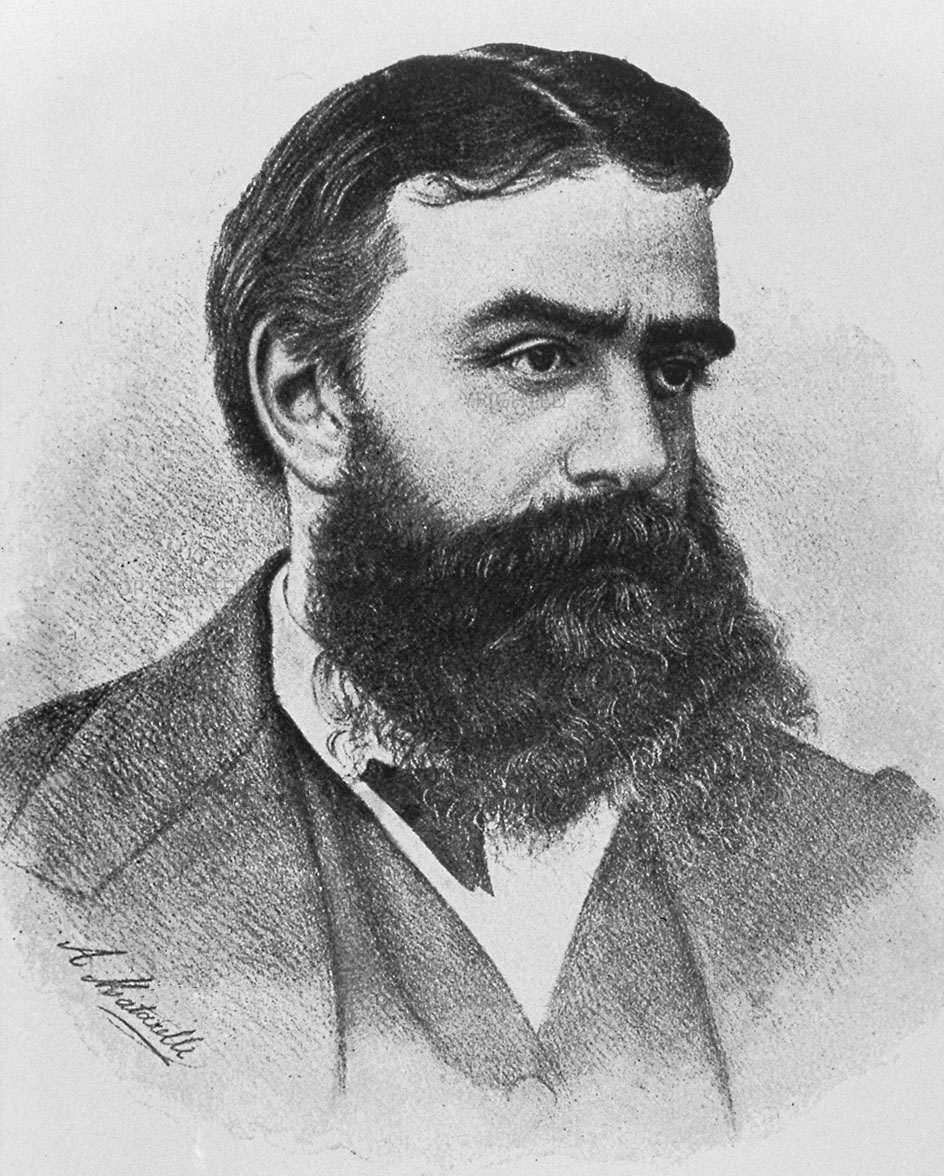
Giambattista Donati

Giambattista Donati (auch Giovanni Battista Donati; * 16. Dezember 1826 in Pisa; † 19. September 1873 in Florenz) war ein italienischer Astronom.

## Leben
Donati begann nach seinem Studium an der Universität von Pisa seine wissenschaftliche Laufbahn 1852 als praktischer Astronom an der Sternwarte in Florenz (La Specola) unter der Leitung Giovanni Battista Amicis, dessen Nachfolger er 1859 wurde. Donati entdeckte zwischen 1854 und 1864 sechs Kometen, darunter 1858 den nach ihm benannten großen Donatischen Kometen (C/1858 L1), der einen über den halben Himmel reichenden Schweif entwickelte und nächst dem Kometen von 1811 der hellste des 19. Jahrhunderts gewesen ist. Er beobachtete die totale Sonnenfinsternis 1860 in Spanien. 
Da die Beobachtungsmöglichkeiten in der innerstädtischen Sternwarte in Florenz durch die zunehmende Lichtverschmutzung immer weiter abnahmen, veranlasste er die Regierung, zwischen 1860 und 1872 das Arcetri-Observatorium in der Nähe des letzten Wohnsitzes von Galileo Galilei auf dem Hügel von Arcetri bei Florenz zu errichten.
Donati beschäftigte sich mit dem Funkeln der Fixsterne, mit der irregulären Strahlenbrechung, mit den Sternspektren und mit der Theorie des Polarlichts. 
Giambattista Donati starb am 19. September 1873 an der Cholera.
Der Mondkrater Donati, der Komet Donati und der Asteroid (16682) Donati sind nach ihm benannt.